# Aram Chatsjatoerjan
Aram Iljitsj Chatsjatoerjan (Armeens: Արամ Խաչատրյան, Russisch: Арам Ильич Хачатурян) (nabij Tbilisi, 6 juni 1903 – Moskou, 1 mei 1978) was een Russische componist en cellist van Armeense afkomst. Hij werd geboren dicht bij Tiflis (het huidige Tbilisi), de hoofdstad van Georgië, in een arme Armeense boekbindersfamilie.

## Levensloop
Chatsjatoerjan was al vroeg gefascineerd door de Armeense, Georgische en Azerbeidzjaanse volksmuziek in zijn omgeving. Gedurende zijn schooltijd speelde hij althoorn. Hij leerde wat Russisch en verhuisde op negentienjarige leeftijd naar Moskou om er biologie aan de Staatsuniversiteit van Moskou te studeren. Al na enkele maanden stapte hij over naar het instituut voor muziekpedagogie "Gnessin" (nu: Gnessin Staatsacademie voor Muziek), waar hij zich voor cello inschreef. Na drie jaar stapte hij nog een keer over, ditmaal naar de compositieklas en nog een jaar later ging hij naar het Moskou Conservatorium P. I. Tsjaikovski (Russisch: Московская Государственная Консерватория им. П.И.Чайковского), waar hij werd onderwezen door onder meer Nikolaj Mjaskovski en Michael Gnessin. Daar kwam hij - samen met Sergej Prokofjev en Dmitri Sjostakovitsj - tevoorschijn als een van de populairste en meest succesvolle componisten van de Sovjetperiode. In 1933 beëindigde Chatsjatoerjan zijn studie op de leeftijd van 30 jaar en trouwde hij met zijn medestudente Nina Makarova.
Zijn eerste grote werk was zijn eindexamenwerk, zijn eerste symfonie. Door zijn eerste pianoconcert (1937) begon hij internationale bekendheid te krijgen, wat verder toenam met zijn vioolconcert (1940), dat hij voor David Oistrach schreef.
In 1948 werd Chatsjatoerjan door de zogenaamde Zjdanov-resolutie van modernisme en burgerlijke decadentie beschuldigd. Vanwege de dreigende implicaties voelde Chatsjatoerjan zich genoodzaakt zich in het tijdschrift Sovjetskaja Musik te verontschuldigen, waardoor erger werd voorkomen. Toch moet genoemde aantijging hem innerlijk diep geraakt hebben: na de dood van Stalin nam hij openlijk stelling tegen de bureaucratische bevoogding die volgens hem het artistieke creatieve proces tot het niveau van ambtelijke besluitvorming degradeerde.
Vanaf 1950 dirigeerde hij -naast zijn werkzaamheden als componist- in binnen- en buitenland concerten, vooral met eigen werk. In 1951 werd hij als hoogleraar voor compositie aan het Moskou Conservatorium P. I. Tsjaikovski aangesteld en daarnaast ook aan het Gnessin-instituut, nu: Gnessin Staatsacademie voor Muziek. Bovendien was hij jarenlang lid van het organisatiecomité van de Sovjet-Russische componistenvereniging.
In 1984 werd het Huis-Museum Aram Chatsjatoerjan geopend dat gewijd is aan het leven, de carrière en de muziek van de componist.

## Kenmerken van zijn werk

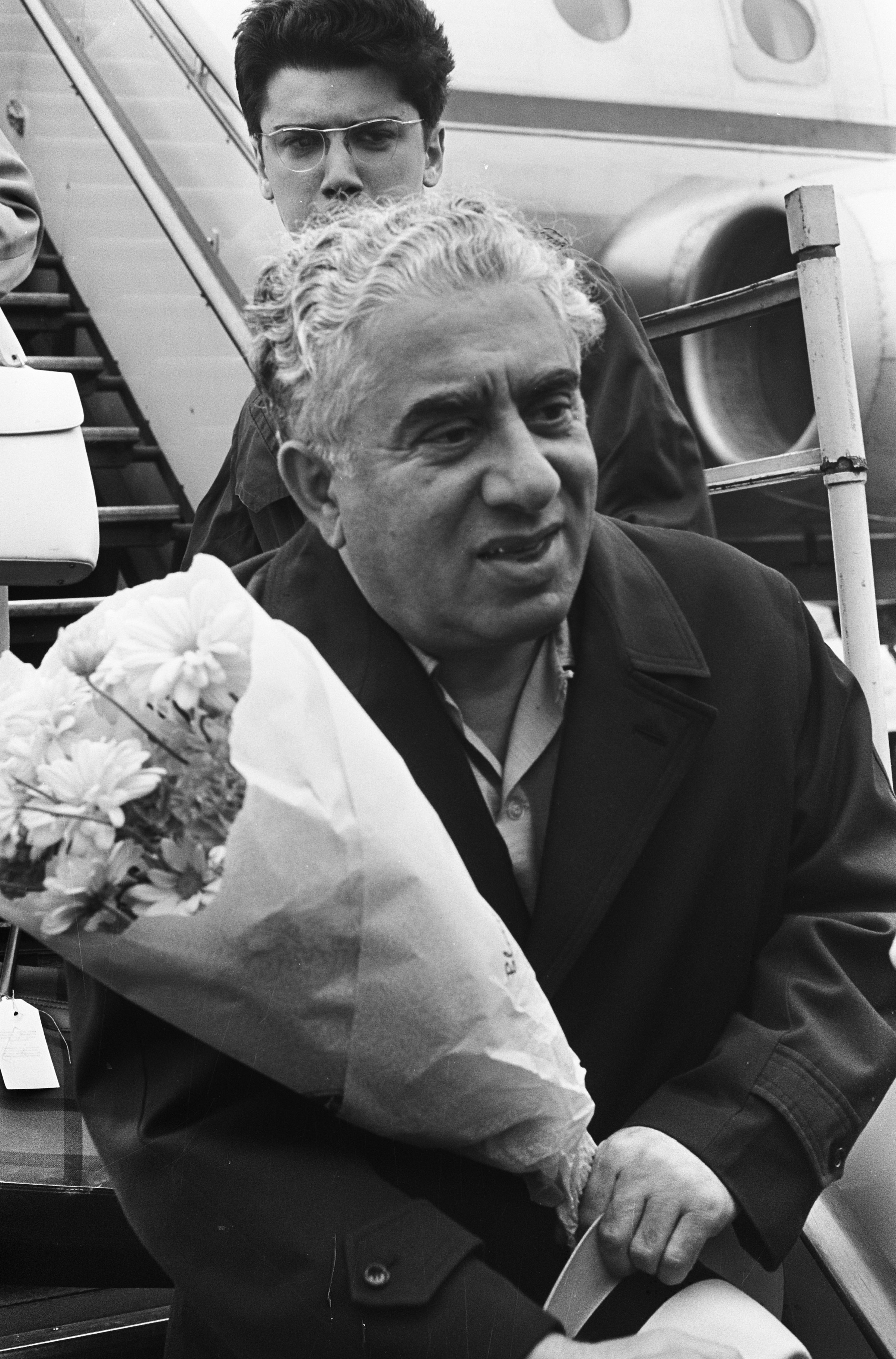
Aankomst Chatsjatoerjan op Schiphol

Chatsjatoerjans muziek valt op door haar melodiek, de kleurrijke orkestratie, en de karakteristieke ritmiek. Invloeden uit de Armeense volksmuziek zijn prominent in zijn werken aanwezig. Men heeft Chatsjatoerjan vaak verweten dat hij zich als staatskunstenaar geheel in de ideologie van het sovjet-realisme voegde. Daardoor zouden zijn werken zich beperken tot oppervlakkige indrukken, grenzend aan folkloristische smartlappen. Wie echter zijn viool- en celloconcert beluistert, zal daarin het tegendeel van sovjet-realisme horen. Het celloconcert was zelfs de aanleiding om Chatsjatoerjan van "formalisme" te beschuldigen. Formalisme stond in de stalinistische tijd gelijk aan verraad aan het volk. Met deze term bedoelde het dictatoriale bewind aan te geven dat een bepaald kunstwerk geen inhoud zou hebben, waarmee dan specifiek een gebrek aan socialistisch-realistische inhoud werd bedoeld (alle overige soorten van inhoud werden als oneigenlijk beschouwd). Door het ontbreken van inhoud, zou een dergelijk werk slechts uiterlijke vorm hebben en daardoor het volk misleiden.
Chatsjatoerjans composities omvatten symfonieën en andere werken voor orkest, film- en theatermuziek, werken voor harmonieorkest, kamermuziek, en een groot aantal patriottische en populaire liederen. In het westen is hij voornamelijk bekend geworden als componist van instrumentale concerten en levendige composities voor ballet, zoals Gajaneh (met name de Sabeldans daaruit is erg bekend) en Spartacus (waarvan het adagio later werd gebruikt als thema bij de televisieserie The Onedin Line). Ook zijn toneelmuziek voor Lermontovs Masquerade geniet bekendheid.

## Composities

### Werken voor orkest

#### Symfonieën
- 1934 1e Symfonie
  1. Andante maestoso con passione - allegro
  2. Adagio sostenuto
  3. Allegro risoluto
- 1943/1944 "Symfonie met de Klok" in e mineur
- 1947 3e Symfonie "Symfonie-Poëem", in één beweging voor orkest, orgel en 15 trompetten

#### Concerten voor instrument(en) en orkest
- 1936 Concert in Des majeur, voor piano en orkest
  1. Allegro maestoso
  2. Andante con anima
  3. Allegro brillante
- 1940 Concert in d mineur, voor viool en orkest (opgedragen aan David Oistrach); transcriptie voor fluit door Jean-Pierre Rampal uit 1968
- 1946 Concert, voor cello en orkest
  1. Allegro moderato
  2. Andante sostenuto
  3. Allegro a battuta
- 1961 Concertrapsodie voor viool en orkest in bes mineur
- 1963 Concertrapsodie voor cello en orkest (opgedragen aan Mstislav Rostropovitsj)
- 1967 Concertrapsodie voor piano en orkest in Des majeur

#### Suites voor orkest
- 1933 Danssuite
- 1940 Suite uit de muziek voor Félix Lope de Vega y Carpio's komedie "La viuda valenciana (The Valencian Widow)", voor orkest
  1. Introduction
  2. Serenade
  3. Song
  4. Humoresque
  5. Intermezzo
  6. Dance
- 1943 1e Suite uit het ballet "Gajaneh" voor orkest
  1. Introduction - Andane
  2. Dance of the Rose-Maidens
  3. Ayesha's Awakening and Dance
  4. Mountaineers' Dance
  5. Lullaby
  6. Scene of Gajaneh and Giko
  7. Gajanehs Adagio
  8. Lezghinka
- 1943 2e Suite uit het ballet "Gajaneh" voor orkest
  1. Greeting Dance
  2. Lyrical Duet
  3. Russian Dance
  4. Variation Nunes
  5. Dance of the Elderly and the female Carpetweavers
  6. Dramatical Scene
- 1943 3e Suite uit het ballet "Gajaneh" voor orkest
  1. Cotton Harvest
  2. Dance of the Young Kurds
  3. Introduction and Dance of the Elderly
  4. Scene of the Carpetweavers
  5. Sabeldans
  6. Gopak
- 1944 Suite uit Michail Joerjevitsj Lermontovs drama "Masquerada" voor orkest
  1. Waltz
  2. Nocturne
  3. Mazurka
  4. Romance
  5. Galop
- 1950 Suite uit de film "De Slag om Stalingrad" (ook voor harmonieorkest)
- 1955 1e Suite uit het ballet "Spartacus", voor orkest
  1. Introduction and Dance of Nymphs
  2. Introduction, Adagio of Aegina and Harmodius
  3. Variations of Aegina and Bacchanalia
  4. Scene and Dance with Crotalums
  5. Dance of the Gaditanian Maidens and Victory of Spartacus
- 1955 2e Suite uit het ballet "Spartacus", voor orkest
  1. Adagio of Spartacus and Phrygia
  2. Entrance of the merchants, Dance of a Roman Courtesan, General Dance
  3. Entrance of Spartacus, Quarrel, Harmodius' Treachery
  4. Dance of the Pirates
- 1955 3e Suite uit het ballet "Spartacus", voor orkest
  1. The Market
  2. Dance of a Greek Slave
  3. Dance of an Egyptian Girl
  4. Dance of Phrygia and the Parting Scene
  5. Sword Dance of the Young Thracians
- 1956 Suite uit de muziek voor de film "Othello", voor orkest
  1. Prologue and Introduction
  2. Desdemona's Arioso
  3. Vineyards
  4. Venice - Nocturne
  5. Nocturnal Murder (Roderigo's Death)
  6. Othello's Despair
  7. A Fit of Jealousy
  8. Othello's Arrival
  9. The Striking of Desdemona (The Slap)
  10. Othello's Farewell from the Camp
  11. Finale
- 1959 Suite uit de muziek voor Boris Lavrenevs toneelstuk "Lermontov", voor orkest
  1. Introduction - On the Death of a Poet
  2. Mazurka
  3. Waltz

#### Andere werken voor orkest
- 1935 Twee dansen
- 1944 Choreografische Wals
- 1944/1945 Fantasie op Russische thema's
- 1949 Ode in memoriam van Vladimir Iljitsj Oeljanov (Lenin), voor orkest
- 1952 Feestelijk gedicht in D majeur, voor orkest
- 1959 Begroetingsouverture in Des majeur, voor de opening van de XXIe Partijdag van de Communistische Partij van de Sovjet-Unie
- 1975 Triomfantelijke fanfares in F majeur, voor trompetten en drums

### Werken voor harmonieorkest
- 1929 Mars voor een Veldeenheid Nr. 1
- 1930 Mars voor een Veldeenheid Nr. 2, voor de 10e verjaardag van de Armeense SSR 1930
- 1933 Twee stukken op thema's uit Armenië
- 1933 Twee stukken op thema's uit Oezbekistan
- 1938 Zangezur-mars, uit de gelijknamige film
- 1939 Een lied voor Stalin, mars
- 1940 La Viuda Valenciana Suite
  1. Preludio
  2. Serenata
  3. Canción
  4. Danza cómica
  5. Danza final
- 1942 Aan de helden van de Patriottische oorlog (Tweede Wereldoorlog) As majeur
- 1949 Suite uit de film "De Slag om Stalingrad" een film van Vladimir Petrov - bewerkt voor harmonieorkest door Georgi Kalinkovitsj
  1. Town on the Volga
  2. The Invasion
  3. Stalingrad in Flames
  4. The Enemy is Doomed
  5. Battle for Our Motherland; To the Attack!
  6. Eternal Glory to the Heroes
  7. To Victory
  8. There is a Cliff on the Volga
- 1973 Mars van de Moskouse rode vaan militie in Es majeur

### Cantates
- 1956 Ode aan de vreugde, cantateachtig lied voor mezzosopraan, gemengd koor, ensemble van violen, ensemble van harpen en orkest - tekst: Smirnov

### Muziektheater

#### Balletten
| Voltooid in        | titel                                                                     | aktes                     | première                                                        | libretto                                     | choreografie |
| ------------------ | ------------------------------------------------------------------------- | ------------------------- | --------------------------------------------------------------- | -------------------------------------------- | ------------ |
| 1939               | Het Geluk                                                                 | drie aktes en een epiloog | 1939, Jerevan, Statelijk Spendiarovtheater voor Opera en Ballet | Ovanesjan-Kimika                             |              |
| 1942 rev.1952/1957 | Гаяне (Gajaneh); opdracht van de communistische partij van de Sovjet-Unie | vier aktes en een epiloog | 9 december 1942, Moskou, Opera Perm                             | Konstantin Dersjawin                         |              |
| 1954               | Спартак (Spartacus)                                                       | vier aktes, negen scènes  | 27 december 1956, Leningrad, Kirov-Theater                      | Nikolaj Volkov naar de geschiedenis van Rome |              |

#### Andere toneelwerken
- 1927 Muziek voor A. Paronians toneelstuk "Oom Bagdasar"
- 1928 Muziek voor Gabriel Sundukians toneelstuk "Khatabala"
- 1933 Muziek voor William Shakespeares tragedie "Macbeth"
- 1937 Muziek voor Vladimir Michailovitsj Kirsjons toneelstuk "De groote dag"
- 1937 Muziek voor N. Nikitins toneelstuk "Bakoe"
- 1940 Muziek voor Lope de Vega's comedie "De Valenciaanse Weduwe"
- 1941 Muziek voor Michail Joerjevitsj Lermontovs drama "Masquerada"
- 1942 Muziek voor Nicolaj Pogodins toneelstuk "De klokken van het Kremlin"
- 1943 Muziek voor A. Krons toneelstuk "Detailed Reconnaissance"
- 1945 Muziek voor Vasili Sjkvarkins toneelstuk "De laatste dag"
- 1947 Muziek voor Margarita Aligers toneelstuk "A Tale of Truth"
- 1947 Muziek voor Arkadii Aleksejevitsj Perventsevs toneelstuk "The Southern Junction"
- 1949 Muziek voor Sergej Michalkovs toneelstuk "Ilia Golovin"
- 1953 Muziek voor Anatolii Leopoldovitsj Jakobsons toneelstuk "The Angel-Protector from Nebraska"
- 1953 Muziek voor IUlii Chepurins toneelstuk "Spring Stream"
- 1954 Muziek voor Boris Lavrenevs toneelstuk "Lermontov"
- 1955 Muziek voor William Shakespeares tragedie "Macbeth"
- 1958 Muziek voor William Shakespeares tragedie "King Lear"

### Werken voor koor en orkest
- 1937-1938 Gedicht over Stalin voor orkest en gemengd koor - tekst: L. Oshanin
- 1944 Armeens volkslied voor orkest en gemengd koor - tekst: A. Sarmen

### Vocaalmuziek met orkest of instrumenten
- 1946 Drie concert arias voor hoge stem en orkest
- 1961 Ballade over het moederland voor bas en orkest - tekst: Asjot Garnakerjan

### Kamermuziek
- Dans nr. 1, voor viool en piano

### Werken voor piano
- 1932 Suite
  1. Toccata
  2. Wals-caprice
  3. Dans
- 1961 Sonate voor piano solo

### Filmmuziek
- 1935 Pepo
- 1938 Zangezur historisch revolutionaire film
- 1939 The Garden
- 1941 Salavat Joelajev
- 1945 Prisoner No. 217
- 1948 De Russische kwestie
- 1948/1949 Vladimir Iljitsj Lenin
- 1949 De slag om Stalingrad
- 1950 They Have a Native Country
- 1950 Secret Mission
- 1953 Admiral Ushakov
- 1953 Ships Storming the Bastions
- 1955 Saltanat
- 1956 The Bonfire of Immortality/Undying Flame
- 1956 Othello
- 1957 The Duel
- 1960 Spartacus
- 1962 The Tocsin of Peace
- 1971 " The Onedin Line"

## Publicaties
- Sobranie socinenij - v dvadcati cetyrech tomach. T. 23, Proizvedenija dija duchovogo orkestra. Muzyka, Moskou. 1985. 293 S.
- "Tvorchestvo moe prinadlezhit moey rodine" : iz pisem kompozitora, Sovetskaya Muzyka N7:56-67 Jul 1983
- Pis'ma (1928-1978) - (brieven (1928-1978), Erevan: Sovetakan groch 1983. 234 S.
- Stranicy zizni i tvorcestva. Iz besed. s. G.M. Sneersonom. (Aram Chatsjatoerjan: Uit zijn leven en zijn werk.), Moskva: Sov. kompozitor 1982. 198 S.
- Stat'i vospominanija, Moskva: Sov. kompozitor 1980. 422 S.
- "Sovetskoe iskusstvo velikoe i bol'loe" Po stranicam pisem kompozitora. ("Die sowjetische Kunst ist herrlich und groß" Auszüge aus den Briefen des Komponisten, erste Veröffentlichung), Sovetskaja muzyka. 1980, H. 7, S. 4-17 u. H. 8, S. 62-75.
- O muzyke, muzykantsch, o sebe. (Over de muziek, over muzikanten, over mij zelf), Erevan: Izd-vo AN ArmSSR 1980. 325 S.